# Дуб Косачівський
Дуб Косачі́вський (інші назви — Священний дуб, Дуб віковий) — ботанічна пам'ятка природи місцевого значення в Україні. Росте в Козелецькому районі Чернігівської області, біля дороги, на захід від села Лошакова Гута.
Площа 0,01 га. Статус даний згідно з рішенням Чернігівського облвиконкому від 27.04.1964 року № 236; від 10.06.1972 року № 303; від 27.12.1984 року № 454; від 28.08.1989 року № 164. Перебуває у віданні ДП «Остерське лісове господарство» (Косачівське л-во, кв. 41).
Обхват стовбура 6,35 м. Висота 30 м. Вік близько 500 років. Дуб оточений огорожею, на якій повішено 7 ікон та тексти молитов. Дерево присвячено убитим під час Другої світової війни солдатам, яких улітку 1941 року лікували біля цього дуба. Частину дупел дерева закладено, але воно потребує лікування. Є охоронний знак.

## Галерея

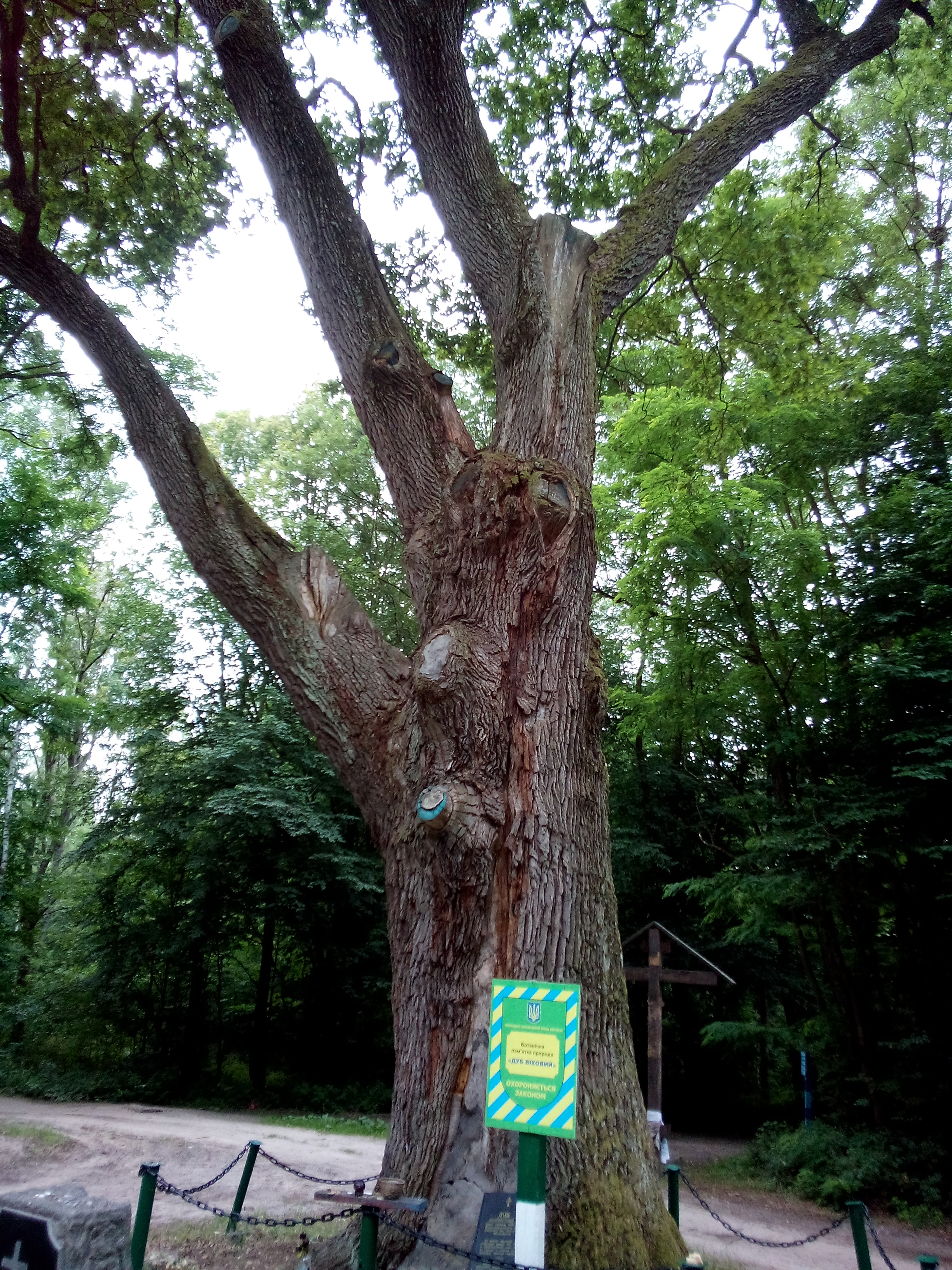
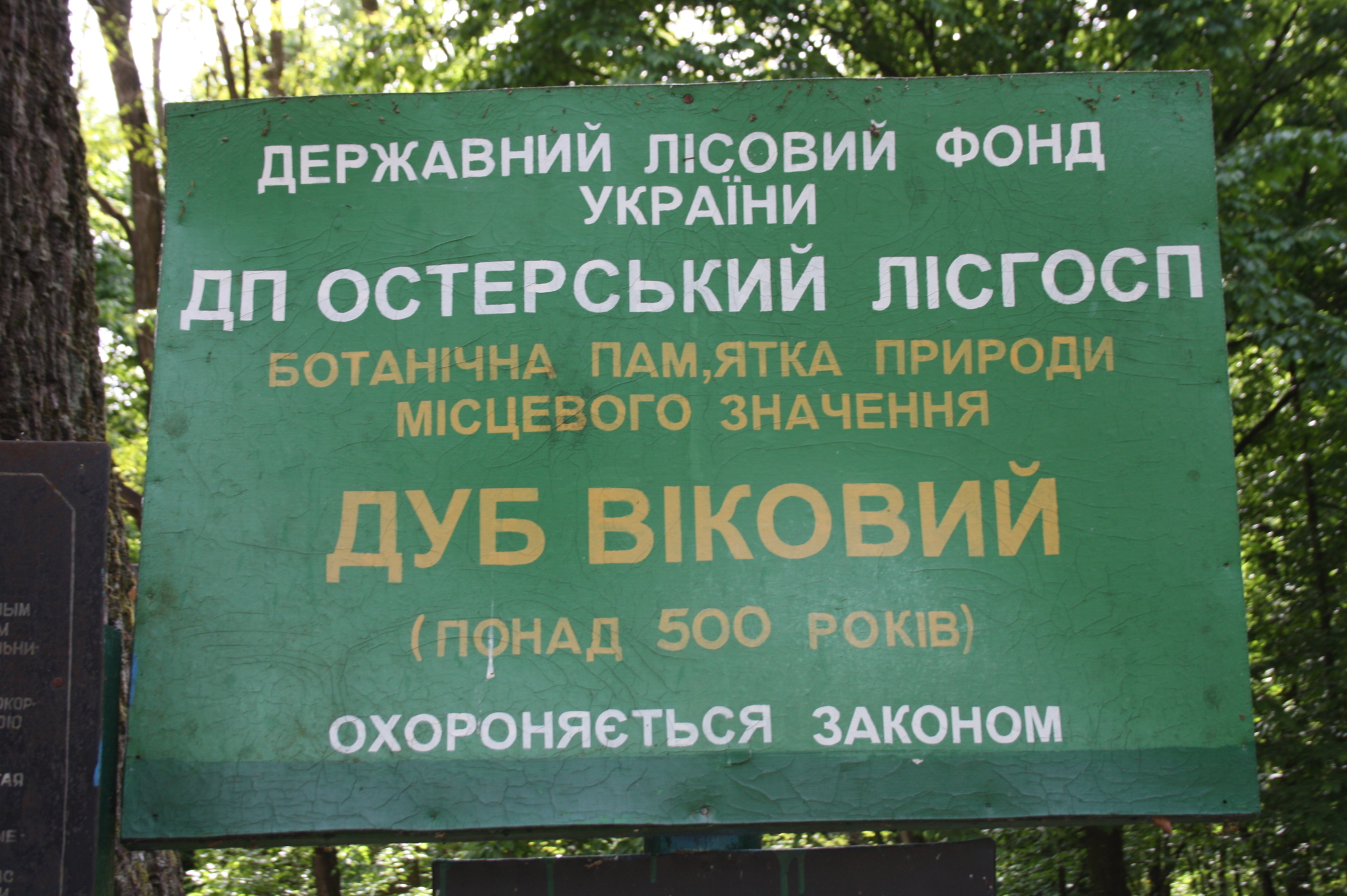
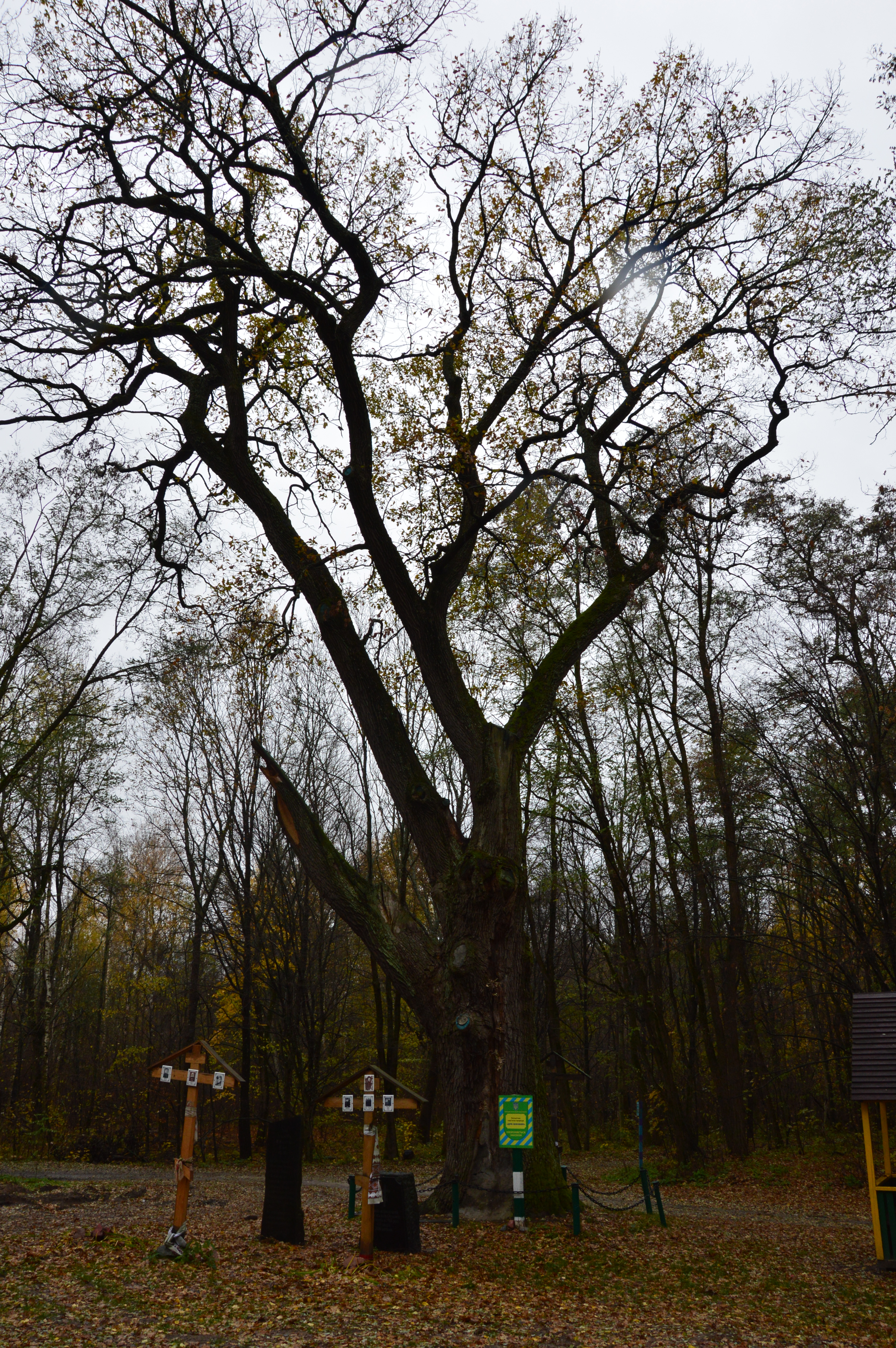

## Ресурси Інтернету
- Фотогалерея самых старых и выдающихся деревьев Украины  [Архівовано 8 квітня 2014 у Wayback Machine.]